# Jestem...
Jestem... este primul album de studio al trupei reggae poloneze Bednarek, fiind pe 28 noiembrie 2012 de Lou & Rocked Boys.
Albumul a debutat pe prima poziție în clasamentul Polish Albums Chart. În data da 19 februarie 2014, Jestem... a primit triplu certificat de platină în Polonia, pentru 90.000 de exemplare vândute.

## Ordinea pieselor pe album
| Nr. | Titlu                                                       | Lungime |  |
| 1.  | „Think About Tomorrow”                                      | 3:55    |  |
| 2.  | „Jestem…(Sobą)” (featuring Kamil "Staff" Stefański)         | 3:53    |  |
| 3.  | „Światu Brakuje Troski” (featuring Piotr "Gutek" Gutkowski) | 3:58    |  |
| 4.  | „Keep On Trying”                                            | 3:51    |  |
| 5.  | „Dni Których Jeszcze Nie Znamy” (Marek Grechuta cover)      | 3:19    |  |
| 6.  | „Salut!”                                                    | 2:35    |  |
| 7.  | „Chodź Ucieknijmy…”                                         | 4:14    |  |
| 8.  | „Dla Ciebie”                                                | 3:26    |  |
| 9.  | „Revolution”                                                | 3:42    |  |
| 10. | „Jest Takie Miejsce” (featuring Dawid Potrasz)              | 3:53    |  |
| 11. | „Fly Away”                                                  | 3:46    |  |
| 12. | „Nie Chcę Wyjeżdżać Stąd”                                   | 3:30    |  |
| 13. | „Cisza”                                                     | 4:00    |  |